# Arrondissement Apt
Apt is een arrondissement van het Franse departement Vaucluse in de regio Provence-Alpes-Côte d'Azur. De onderprefectuur is Apt. De onderprefectuur was van 1926 tot 1933 gevestigd te Cavaillon dat toen ook zijn naam gaf aan het arrondissement.

## Kantons
Het arrondissement is samengesteld uit de volgende kantons:
- Kanton Apt
- Kanton Bonnieux
- Kanton Cadenet
- Kanton Cavaillon
- Kanton Gordes
- Kanton Pertuis

Na de herindeling van de kantons door het decreet van 25 februari 2014, met uitwerking op 22 maart 2015, en de aanpassing van de arrondissementsgrenzen op 1 januari 2017, omvat het arrondissement volgende kantons : 
- Kanton Apt
- Kanton Cavaillon ( deel 1/2 )
- Kanton Cheval-Blanc
- Kanton Pertuis